# Instytut Agronomiczny

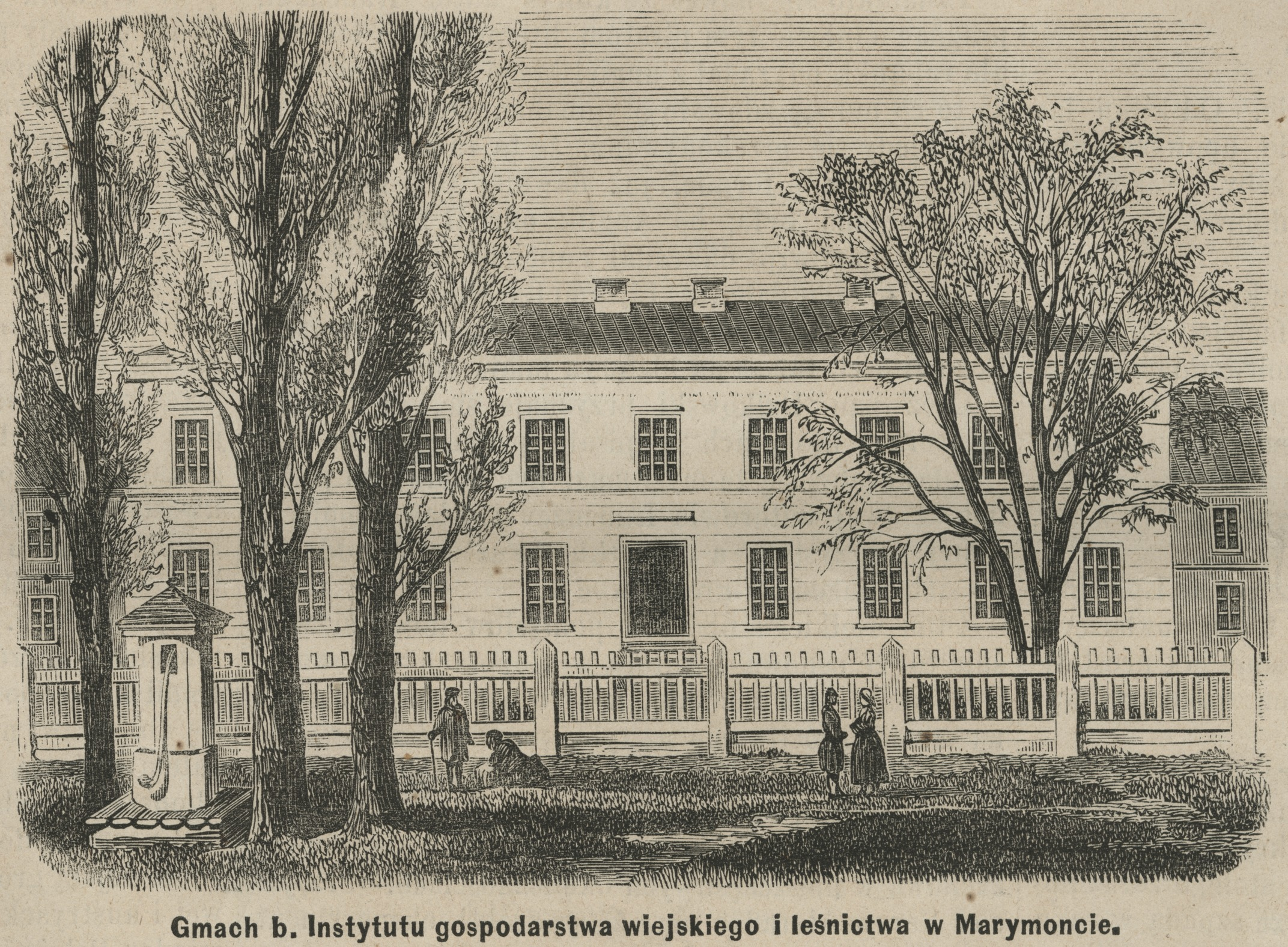
Siedziba instytutu w Marymoncie, rysunek z 1869

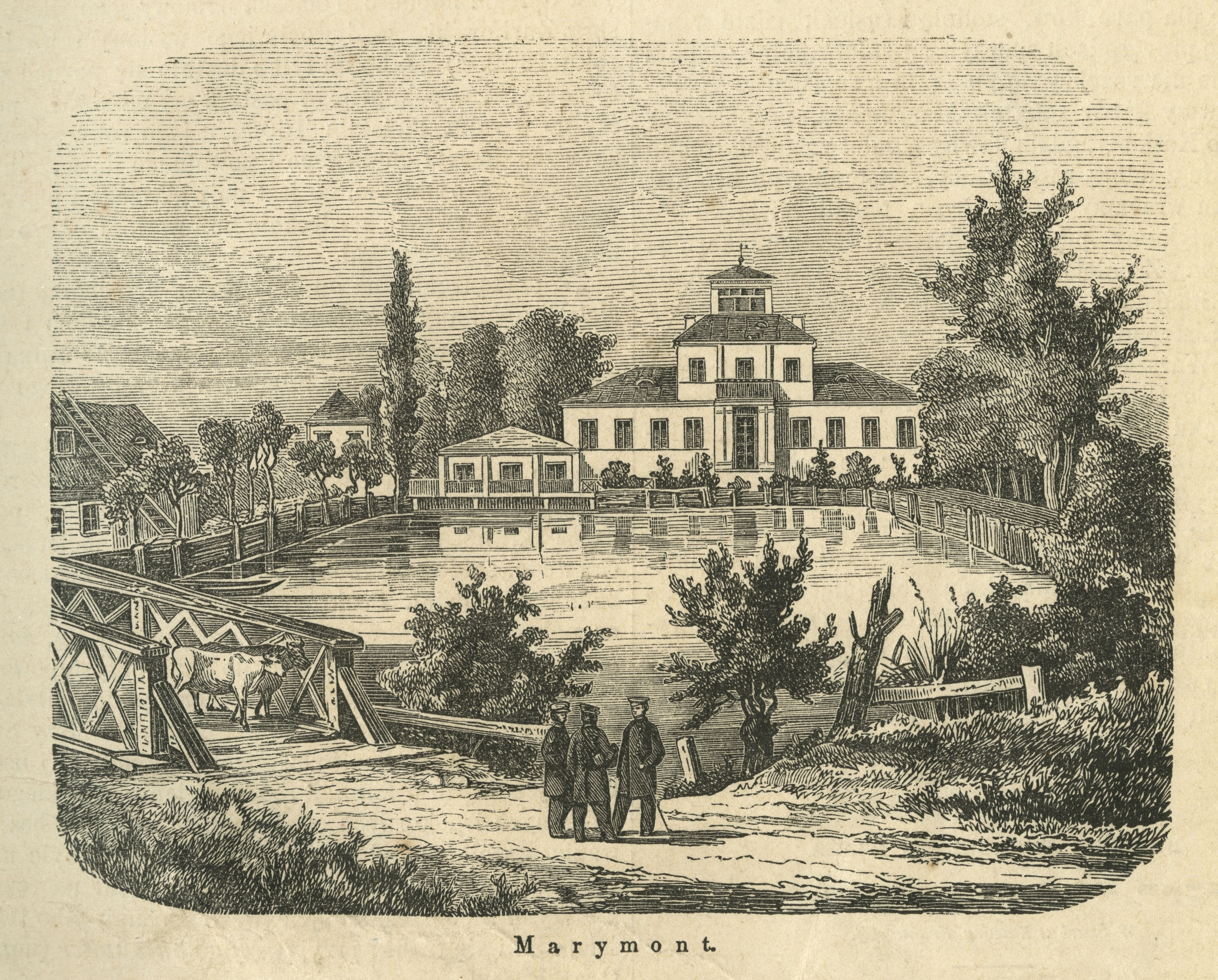

Instytut Agronomiczny i Leśniczy  – uczelnia rolnicza powołana w 1816 r. we wsi Marymont koło Warszawy (w 1916 r. włączonej do miasta) – pierwsza wyższa szkoła rolnicza na ziemiach polskich i jedna z pierwszych w Europie. Protoplasta dzisiejszej Szkoły Głównej Gospodarstwa Wiejskiego .

## Historia
Uczelnia powstała pod zaborem rosyjskim z inicjatywy Rady Administracyjnej Królestwa Polskiego i początkowo występowała pod nazwą Szkoły Agronomicznej. Inicjatorami jej założenia byli Stanisław Staszic, Tadeusz Antoni Mostowski, Stanisław Kostka Potocki, Franciszek Drucki Lubecki oraz namiestnik Królestwa Polskiego Józef Zajączek. Ułożyli oni projekt naukowego zakładu rolniczego pozyskując konieczną do ustanowienia szkoły aprobatę cara pełniącego wówczas funkcję króla polskiego Aleksandra I, który dekretem z 23 września (5 października) 1816 roku powołał do życia nowy instytut. Na jego utrzymanie oraz dalszy rozwój przeznaczył on dobra rządowe Marymont z Bielanami i folwarkami (Ruda, Wawrzyszew, do których później dołączono jeszcze folwark Buraków wraz z cegielnią .
Na pierwszego dyrektora wyznaczony został Jerzy Beniamin Flatt, który wysłany został do Niemiec oraz Szwajcarii dla zwiedzenia istniejących tam od niedawna rolniczych zakładów naukowych, mianowicie w Hofwylu istniejącej od r. 1804 szkoły rolniczej pod kierunkiem Emmanuela Fellenberga, oraz do Möglin, gdzie w r. 1807 słynny Albrecht Thaer, zwany ojcem rolnictwa naukowego, otworzył zakład rolniczy . Oficjalne otwarcie uczelni nastąpiło w 1820, ale pod inną, ostateczną już nazwą – Instytut Agronomiczny .
Siedzibą Instytutu był dawny pałacyk Marii Kazimiery, żony Jana III Sobieskiego. Na parterze budynku zlokalizowano kaplicę, a na piętrze – gabinety. Plan przebudowy i przystosowania budynku do potrzeb Instytutu przygotował architekt Antonio Corazzi, który zaprojektował też gmach główny szkoły.
Instytut Agronomiczny składał się początkowo z jednej klasy, która kształciła przyszłych ekonomów i zarządców większych dóbr. W 1822 nastąpiła reorganizacja Instytutu. Od tej pory uczelnia prowadziła kształcenie na dwóch poziomach nauczania: wyższym (dla przyszłych ekonomów i zarządców dóbr oraz synów właścicieli ziemskich) oraz elementarnym (dla przyszłych kwalifikowanych robotników – parobków, owczarzy, gorzelnianych itp.).
Nauka w klasie niższej odbywała się wyłącznie w sposób praktyczny i trwała jeden rok. W klasie wyższej nauka trwała początkowo, do 1825, również jeden rok, później przedłużono ją do dwóch lat. Przyjmowano do niej tylko kandydatów, którzy ukończyli szkoły wydziałowe lub cztery klasy szkoły wojewódzkiej. W latach 1822–1830 kształciło się w niej 122 uczniów, całkowity zaś kurs nauki ukończyło 72. Byli to przeważnie synowie drobnej szlachty zagonowej.
W 1824 nastąpiła kolejna reorganizacja Instytutu, w wyniku której zniesiono klasę niższą, otwierając na jej miejsce tzw. szkołę wiejską, przeznaczoną dla ubogich dzieci, oraz przyłączono do Instytutu nowo otwartą Szkołę Weterynarii. Do szkoły wiejskiej przyjmowano chłopców w wieku od 12 do 20 lat. Nauka trwała od 6 do 8 lat. Uczniowie musieli zapracować na swoje utrzymanie. Natomiast do Szkoły Weterynarii przyjmowano uczniów znających zaledwie sztukę czytania, pisania i cztery działania arytmetyczne. Nauka trwała dwa lata i ograniczała się w zasadzie do leczenia i kucia koni. W latach 1826–1830 ukończyło w niej naukę 12 słuchaczy.
W wyniku upadku powstania listopadowego władze rosyjskie zamknęły wszystkie szkoły wyższe i zawodowe w Królestwie Polskim, w tym Instytut Agronomiczny, który został przywrócony do życia w 1836. Do 1840 szkołę ukończyło 92 uczniów.
W 1840 uczelnię zreorganizowano przez dodanie wydziału leśnego i przekształcenie jej w Instytut Gospodarstwa Wiejskiego i Leśnictwa. Od tej pory Instytut przyjmował kandydatów wyłącznie po ukończeniu przynajmniej sześciu klas gimnazjum. W tym okresie dyrektorem Instytutu był Michał Oczapowski, a następnie Seweryn Zdzitowiecki, zaś jednym z jego uczniów – Adam Asnyk. W 1857 Instytut znowu przeszedł reorganizację. Od tej pory przyjmowano do niego absolwentów gimnazjów i wyższych szkół realnych, a naukę w nim przedłużono do trzech lat. W latach 1841–1861 oddział rolny ukończyło 1287 uczniów, a leśny – 288. W Instytucie kształciła się młodzież ze sfer urzędniczych, ze środowisk szlachty zagrodowej oraz inteligencji miejskiej.
W 1861 w wyniku reorganizacji szkolnictwa Instytut ostatecznie zamknięto przenosząc jego zasoby i wyposażenie do nowo utworzonego Instytutu Politechnicznego i Rolniczo-Leśnego w Puławach (ówczesnej Nowej Aleksandrii). Ostatnim dyrektorem uczelni był Stanisław Przystański .
Dawne zabudowania Instytutu Agronomicznego zostały przekształcone w koszary kawalerii, a w 1954, po kilkakrotnej w międzyczasie zmianie użytkowników i po zniszczeniach wojennych, zostały rozebrane. Zachowała się jedynie dawna kaplica uczelniana, rozbudowana, przebudowana i przekształcona w kościół pw. Matki Boskiej Królowej Polski, prowadzony przez Zgromadzenie Ojców Marianów.

## Program nauczania
W pierwszym okresie działalności program obejmował :
- 1) Chemię praktyczną i techniczną, klasyfikacja i skład różnych rodzajów gruntu, roślin, nawozu, z ich zastosowaniem do wyrobu spirytusu, octu, piwa, oleju, mydła.
- 2) Fizykę, naukę o działaniu ciepła, światła, elektryczności, powietrza i wody; naukę o meteorologii oraz początki mechaniki.
- 3) Botanikę i fizjologię roślin.
- 4) Mineralogię czyli wyszczególnienie kopalnych przedmiotów, jak oto: różnych soli i rud kruszcowych, mających dodatnie lub ujemne dla rolnictwa znaczenie.
- 5) Miernictwo teoretyczne i praktyczne, niwelację.
- 6) Budownictwo wiejskie.
- 7) Rolnictwo, a więc znajomość gruntów, ich uprawę, następstwo plonów, oprawę łąk.
- 8) Chów zwierząt domowych, to jest koni, bydła, owiec, świń, drobin, rybactwo i pszczelnictwo.
- 9) Znajomość składu ciała zwierząt, sposoby niesienia pomocy w najczęściej się przytrafiająoych chorobach zwierząt, naukę kucia koni, puszczania krwi, robienia zawłok i t.d.
- 10) Rysunki machin, budynków, map gospodarskich.
- 11) Leśnictwo w ogólnym zarysie.